# Virus sincitial felino
El virus sincitial felino o spumavirus felino (FeFV o FFV) es un retrovirus y pertenece a la familia Retroviridae y la subfamilia Spumaretrovirinae. Comparte el género Felispumavirus con solo el virus sincitial del puma. Ha habido controversia sobre si el FeFV es patógeno ya que el virus generalmente es asintomático en los gatos afectados y no causa enfermedad. Sin embargo, se han observado algunos cambios en el tejido renal y pulmonar con el tiempo en gatos afectados con FeFV, que pueden o no estar directamente afectados. Este virus es bastante común y las tasas de infección aumentan gradualmente con la edad de un gato. Los resultados del estudio de exámenes de anticuerpos y análisis de PCR han demostrado que más del 70% de los felinos mayores de 9 años eran seropositivos para el virus sincitial felino. Las infecciones virales son similares entre los gatos domesticados machos y hembras, mientras que en la naturaleza, las gatas más salvajes se ven afectadas por el FeFV. 

## Estructura y genoma
Los spumavirus son envueltos y de forma esférica, de 80-100 nm de diámetro. 
Los retrovirus son comúnmente conocidos por tener un genoma de ARN monocatenario (+) con un intermedio de ADN. Típicamente, el virus usa su propia enzima transcriptasa inversa para crear ADN a partir del genoma de ARN. El genoma viral de FeFV es lineal con (+) ARN monocatenario o ADN bicatenario dependiendo del momento de la transcripción inversa, ya que este proceso ocurre más adelante en el ciclo de replicación de los spumavirus. Esto da como resultado que las partículas infecciosas tengan ADN. 
Debido a que el virus tiene una transcriptasa inversa tardía, lo que da como resultado que las partículas virales contengan ADN en lugar de ARN, plantea la cuestión de si este virus se considera realmente un virus de ADN o ARN. El FeFV también tiene características que son más consistentes con los hepadnavirus (genoma de ADN) que con los retrovirus convencionales (genoma de ARN). Algunas de estas características incluyen la falta de una proteína nucleocápside y la afinidad de unión igual de la porción carboxilo terminal del gen GAG con el ADN y el ARN. 

## Replicación
Los spumavirus son retrovirus únicos y complejos, y sus estrategias de replicación viral son diferentes de los retrovirus convencionales. Los spumavirus tienen dos genes bel, ubicados entre env y las 3 repeticiones terminales largas principales del provirus FeFV. Un gen gag también es necesario para la replicación de FeFV. 
El ciclo de replicación del spumavirus comienza cuando el virus se une a un receptor celular desconocido. El virus tiene muchos picos largos (15 nm) que ayudan en la entrada viral en varios tipos de células en el huésped. Una vez dentro de la célula huésped, el núcleo viral se abre paso a lo largo de los microtúbulos hasta su destino; El centro organizador de microtúbulos. Esto es cuando ocurre la transcripción inversa temprana. La proteasa del spumavirus corta la proteína Gag y, por lo tanto, activa el desmontaje del núcleo viral en el centro organizador. Se producen ARNm y proteínas virales y los viriones o partículas virales completas se juntan en el citoplasma de la célula. Una señal de recuperación del retículo endoplásmico de la célula lleva Env desde el virión al orgánulo. Sin las proteínas Env y GAG, no hay brote de spumavirus. Antes de que ocurra la gemación, puede tener lugar una transcripción inversa posterior, lo que da como resultado que el 20% de los viriones contengan ADN infeccioso. 

## Huésped y transmisión

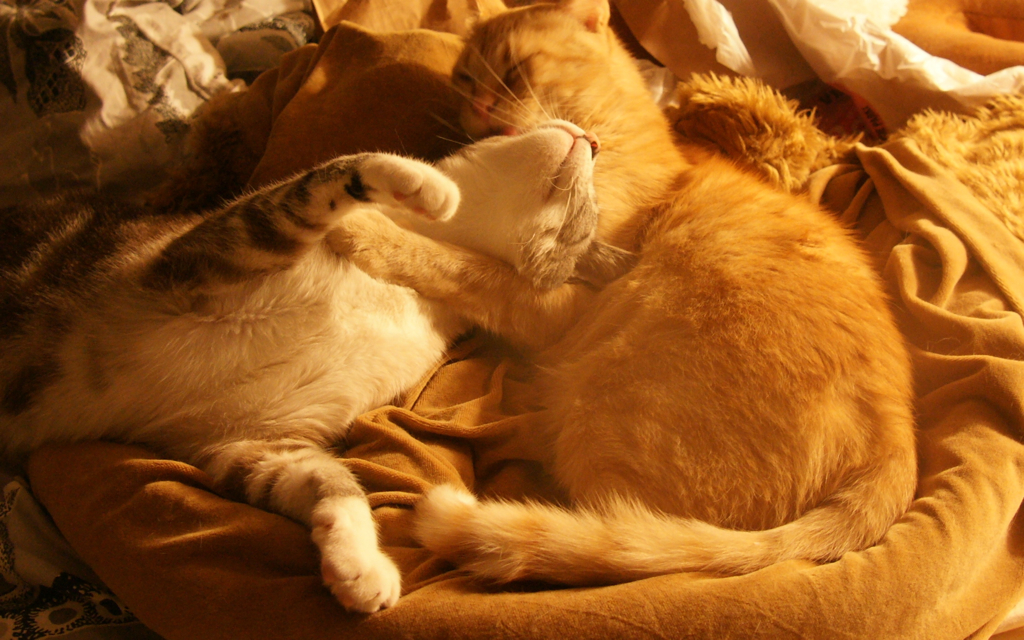
Se cree que el comportamiento de aseo en gatos domésticos infectados es un método de transmisión del FeFV a través de la saliva.

El huésped de FeFV son felinos domésticos y en libertad. Aunque el modo principal de transmisión no se ha documentado específicamente, el FeFV se ha identificado en la saliva de muchos gatos afectados. Se ha planteado la hipótesis de que la transmisión ocurre a través de comportamientos de morder y acicalamiento. Los comportamientos agresivos y mordedores en los felinos serían responsables de muchas transmisiones de virus en los gatos salvajes, mientras que los gatos domésticos serían más propensos a transmitir el virus a través de lamer. Los gatos a los que se les ha diagnosticado el virus son generalmente muy sanos y llevan una vida normal; sin embargo, si el gato también está infectado con FIV (virus de inmunodeficiencia felina), se recomienda mantener a su gato en el interior y lejos de otros animales. 

## Enfermedades asociadas

Genoma del virus de la inmunodeficiencia felina: un retrovirus y una enfermedad asociada al virus espumoso felino

Los felinos infectados con el virus de la espuma felina también suelen estar infectados con VIF. El FIV, también un retrovirus, tendrá síntomas más notorios, como articulaciones inflamadas, ganglios linfáticos agrandados y dificultad para caminar. El virus de la leucemia felina (FeLV) es otro retrovirus que causa una enfermedad infecciosa común en los felinos al inhibir el sistema inmunológico. Los modos de transmisión del FeLV incluyen sangre, saliva, orina y leche. Los gatitos son muy susceptibles al virus de la leucemia felina y pueden desarrollar cáncer a medida que avanza la enfermedad.

## Diagnóstico
Para tener un diagnóstico adecuado, uno debe llevar a su gato a un veterinario, el que realizarará múltiples análisis de sangre para buscar los anticuerpos del FeFV. Esta prueba no siempre está disponible y puede resultar bastante cara para el dueño de la mascota. Además, existe una correlación tan pequeña entre el FeFV y la enfermedad que las pruebas no siempre son útiles. Si un animal muestra síntomas como los de la poliartritis, los veterinarios pueden examinar el líquido articular y tratar los síntomas. 

## Tratamiento
Actualmente, no existe ningún tratamiento para el virus sincitial felino. Sin embargo, los estudios en curso están explorando el papel del FeFV en la terapia génica viral para tratar otras enfermedades felinas patógenas. Los felinos con FeFV a menudo viven vidas largas, saludables y libres de enfermedades, lo que es de particular interés para la comunidad científica en el uso de la terapia génica viral. 

### Terapia de genes
Se han realizado muchos estudios con varios spumavirus y varios mamíferos para comprender mejor las estrategias de replicación viral y los genomas virales. Con el número creciente de enfermedades y el número cada vez mayor de descubrimientos que relacionan enfermedades con genes, el futuro parece muy prometedor en el uso de spumavirus para terapias genéticas. 